# Астафьев, Яков Тимофеевич
Яков Тимофеевич Астафьев (1820—1879) — подполковник Корпуса флотских штурманов Российского императорского флота. Участник гидрографических экспедиций по исследованию морей Дальнего Востока.

## Биография
Родился в 1820 году в семье штурманского помощника унтер-офицерского чина, окончившего в 1815 году Балтийское штурманское училище (с 1827 года, именовавшееся — Первый штурманский полуэкипаж).
Воспитывался в Первом штурманском полуэкипаже в Кронштадте, откуда 14 апреля 1840 года выпущен с производством в кондукторы Корпуса флотских штурманов (КФШ).
С 1841 года зачислен на службу в Балтийский флот. В 1845 году произведён в прапорщики КФШ.
В 1851 году назначен на бриг «Диомид» (командир капитан 2-го ранга В. М. Филиппов). На бриге принял участие в работах гидрографической экспедиции Балтийского моря в Финском и Рижском заливах. В июле 1853 года прошёл Высочайший смотр на Кронштадтском рейде.
Во время Крымской войны, с 1854 по 1855 год находясь на бриге участвовал в обороне Свеаборга. В 1855 году произведён в подпоручики КФШ. Яков Тимофеевич оставался служить на «Диомиде» вплоть до 1856 года.
10 июля 1857 года Яков Тимофеевич назначен в Сибирскую флотилию штурманским офицером корвета «Новик» под командованием капитан-лейтенанта Ф. Г. Стааля. 19 сентября на корвете он отправился из Кронштадта вокруг мыса Доброй Надежды на Дальний Восток к устью Амура в составе 1-го Амурского отряда под общим командованием капитана 1-го ранга Д. И. Кузнецова.
В 1858 году назначен штурманским офицером на транспорт «Байкал» под командованием В. М. Сухомлина.

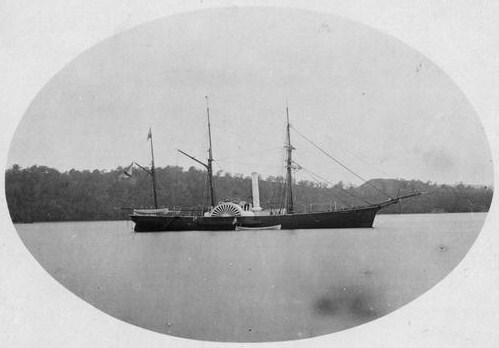
Корвет «Америка»

В 1859 году переведён на пароходо-корвет «Америка» под командованием капитан-лейтенанта А. А. Болтина. С 12 мая на пароходо-корвете под брейд-вымпелом генерал-губернатора Восточной Сибири графа Н. Н. Муравьёва-Амурского участвовал в описи береговой линии южного Приморья.
17 июня управляя «Америкой», Яков Тимофеевич находясь на вахте ввёл пароходо-корвет в залив, который был назван по решению генерал-губернатора по имени флагманского корабля отряда — Америка (с 1972 года залив Находка). Не рискуя двигаться дальше, так как был дождливый пасмурный день с низкой облачностью, которая не давала всё четко рассмотреть, решено было после замера глубин стать на якорь на ночь. Утром следующего дня была открыта и названа бухта Находка. Позже, в этом же году, Астафьев лично руководил описью вод этого залива и бухты.
Вечером 19 июня пароходо-корвет в сопровождении корвета «Воевода» впервые вошел и бросил якорь в Новгородской гавани — внутренней бухте залива Посьета. В течение нескольких дней Яков Тимофеевич производил промеры глубин у входа в гавань. Далее с миссией графа Н. Н. Муравьёва-Амурского побывал в Японии и Китае. По возвращении в Россию, провёл промер глубин некоторых участков вдоль побережья западной части залива Петра Великого у полуострова Гамова.
В 1860 году произведён в поручики КФШ и назначен командиром шхуны «Первая», на которой до 1863 года занимался грузопассажирскими перевозками между портами Дальнего Востока.
В начале 1863 года Яков Тимофеевич вернулся на Балтику с назначением в 9-й флотский экипаж. 27 марта 1863 года произведён в штабс-капитаны КФШ с переводом в 1-й флотский Его Императорского Высочества генерал-адмирала экипаж.
В 1867 году переведён на Черноморский флот во 2-й Его королевского высочества герцога Эдинбургского флотский экипаж.
27 марта 1872 года произведён в капитаны, а 1 января 1877 года в подполковники КФШ с зачислением в списки по резервному флоту.
В 1877—1878 годах участвовал в русско-турецкой войне.
Известно, что Яков Тимофеевич скончался 14 апреля 1879 года и похоронен на Старом городском кладбище на Пожарова в Севастополе вместе со своей супругой Астафьевой Марией Ивановной. Но ни о месте его смерти ни о причине сведений пока нет.

## Память
По имени Астафьева названы:

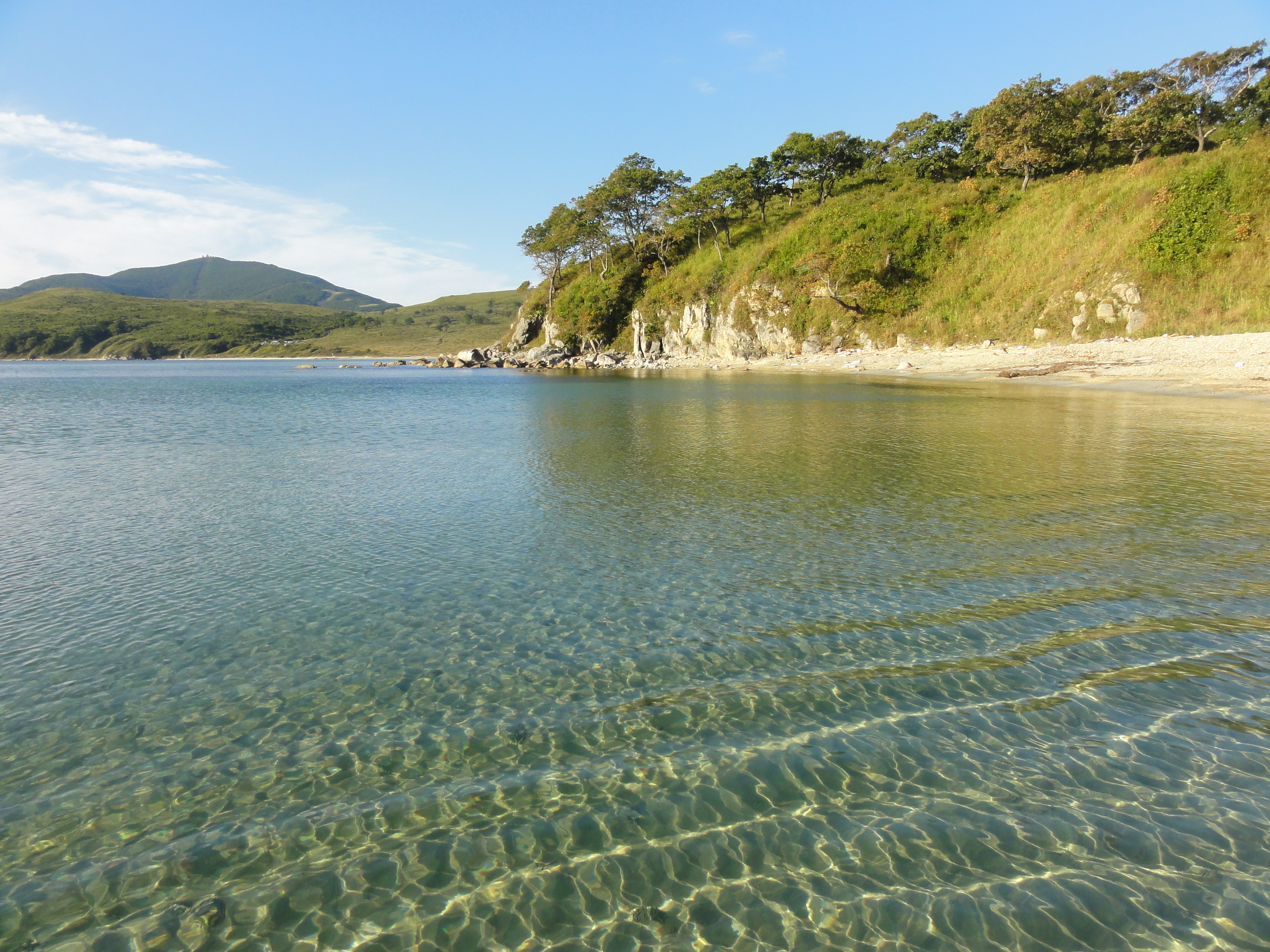
Бухта Астафьева

- бухта Астафьева в западной части залива Петра Великого, омывает Хасанский район Приморского края. 42°36′53″ с. ш. 131°12′29″ в. д.HGЯO[9]
- гора Астафьева на полуострове Гамова, высота 356,4 метра. 42°38′11″ с. ш. 131°10′26″ в. д.HGЯO[10]
- мыс Астафьева на полуострове Трудный, является восточным входным мысом в бухту Находка. 42°48′25″ с. ш. 132°54′24″ в. д.HGЯO[11]
- мыс Астафьева на полуострове Краббе, является крайним западным мысом полуострова. 42°38′00″ с. ш. 130°48′33″ в. д.HGЯO[12]
- мыс Астафьева на полуострове Гамова (Японское море, Залив Петра Великого, полуостров Гамова, мыс обследован в 1865—1866 гг. штабс-капитаном Корпуса флотских штурманов М. А. Клыковым, им же присвоено название мысу)[13].
- Острова Астафьева, расположены на территории Морского заповедника между бухтами Астафьева и Спасения у полуострова Гамова. Состоят из двух групп гранитных островков, окаймленных остроконечными скалами красноватого цвета. Открыты, названы и нанесены на карту экипажем пароходо-корвета «Америка» в 1859 году. 42°36′37″ с. ш. 131°14′23″ в. д.HGЯO[14].